# Amaury Gutiérrez
 (décembre 2021).
Amaury Gutiérrez est un musicien cubain, né à Santa Clara, à Cuba, le 9 septembre 1963. Son style est un mélange de rythmes latins et de romantisme avec des mélodies qui naissent de l'âme et qui a maintenu ses racines avec la culture et les interprètes de son pays. Dans ses compositions, il met un accent particulier sur l'aspect vocal, non seulement en raison de son passé académique, mais aussi en raison du sentiment particulier qu'il donne à ses interprétations. Ses influences en tant que chanteur proviennent de sources aussi diverses que Pablo Milanés, Andy Montañez, Djaván, Caetano Veloso, Rubén Blades, Stevie Wonder Al Jarreau, et même Paul McCartney. Dans le processus créatif de composition, Amaury avoue qu'il a plus de facilité à composer d'abord la musique puis à développer le texte, en ayant la guitare comme instrument principal. La créativité d'Amaury Gutiérrez se nourrit de sources diverses, dont la littérature, avec des auteurs tels que Juan Rulfo, José Martí, Gabriel García Márquez ou encore Nicolás Guillén.

## Biographie
Son intérêt pour la musique lui est venu depuis qu'il étudiait au lycée.
En 1979, à l'âge de 15 ans, il entre à l'École des instructeurs d'art de Santa Clara, Villa Clara. Au cours de ce stage étudiant, à l'âge de 17 ans, il commence à écrire les paroles et la musique de ses premières chansons en jouant de la guitare. Il rejoint 3 autres étudiants, Alejandro Sequeda, Nelsón Bermúdez, et « El Grillo » et accélère son apprentissage de la technique de la guitare et la pratique du chant, et avec le poète Frank Abel Dopico, il perfectionne son don de composer des chansons.
Amaury Gutiérrez est diplômé de l'École Nationale d'Arts de Cuba en section chorale, avec des études complémentaires en instrument de musique, piano, guitare et percussion entre autres.
Après avoir été diplômé de cette institution, il a effectué son service social pendant trois ans dans une région montagneuse du centre de Cuba. C'est là qu'il entre en contact avec diverses manifestations musicales indigènes qui enrichiront son style.
Il arrive au Mexique en 1993, où il vit pendant onze années. Le public mexicain le reçoit à bras ouverts et Amaury Gutiérrez y enregistre trois disques pour Universal Music :
- Son premier album, Amaury Gutiérrez (1999) est nommé au Grammy Latino, gagne le Disque d'or en Colombie, vend plus de 600 mille copies, et reçoit le "Premio Onda" comme artiste révélation en Espagne durant l'année 2000.
- Son deuxième album, Piedras y Flores (2000) comprend des sujets du compositeur reconnu Kike Santander, qui effectue en outre la production musicale.
- Son troisième album, Alma Nueva, est un hommage à la guitare acoustique et une rencontre avec lui-même.

De 1999 à 2001, il effectue diverses tournées en Europe, en Amérique du Sud et aux États-Unis pour la promotion de ses différents disques.
En décembre 2003, il décide de rester aux États-Unis où il se concentre sur la composition. Il effectue diverses présentations en vivant à New-York et Miami où il a préparé son quatrième disque Pedazos de Mi qui est sorti sur le marché en 2006.
En avril 2021, Amaury Gutiérrez  évoque dans une nouvelle chanson Libertad y Amén le « désastre de la tyrannie de Castro ». Cette chanson est dans la lignée de Patria y vida qui aborde le même thème.

## Discographie
- 1999 : Amaury Gutiérrez
- 2000 : Alma Nueva
- 2001 : Piedras y Flores
- 2005 : Siete Rayo
- 2006 : Pedazos de Mi
- 2011 : Sesiones Intimas

## Référence
1. 1 2 3 4 5  (es) « Amaury Gutiérrez - EcuRed », sur www.ecured.cu (consulté le 13 septembre 2021).
2. ↑  « Amaury Gutierrez Biografia », sur amaurymusica.com (consulté le 14 septembre 2021)
3. ↑  (es) « 'Libertad y Amén', una nueva canción sobre "el desastre de la tiranía castrista" », sur 14ymedio, 30 avril 2021 (consulté le 18 août 2024)